# Municipio de Richland (condado de Clinton)
El municipio de Richland (en inglés: Richland Township) es un municipio ubicado en el condado de Clinton en el estado estadounidense de Ohio. En el año 2010 tenía una población de 3573 habitantes y una densidad poblacional de 40,8 personas por km².

## Geografía
El municipio de Richland se encuentra ubicado en las coordenadas 39°29′0″N 83°38′29″O / 39.48333, -83.64139. Según la Oficina del Censo de los Estados Unidos, el municipio tiene una superficie total de 87.56 km², de la cual 87,07 km² corresponden a tierra firme y (0,56 %) 0,49 km² es agua.

## Demografía
Según el censo de 2010, había 3573 personas residiendo en el municipio de Richland. La densidad de población era de 40,8 hab./km². De los 3573 habitantes, el municipio de Richland estaba compuesto por el 97,15 % blancos, el 0,78 % eran afroamericanos, el 0,25 % eran amerindios, el 0,25 % eran asiáticos, el 0,25 % eran de otras razas y el 1,32 % eran de una mezcla de razas. Del total de la población el 1,04 % eran hispanos o latinos de cualquier raza.